# Ударна флотила морнарице НОВЈ
Ударна флотила морнарице НОВЈ формирана је почетком октобра 1943. у подручју средњодалматинских острва, у саставу Команде флоте наоружаних бродова. У састав флотиле ушли су тадашњи највећи и најбољи наоружани бродови НБ 5 – Иван, НБ 6 – Напредак и НБ 7 –Енаре. Основни задатак флотиле био је да патролира у Брачком, Хварском и Неретванском каналу, ради спречавања непријатељског искрцавања на средњодалматинскa острва и да напада непријатељски поморски саобраћај. Ударна флотила је ове задатке извршавала обично у групи по два брода. Приликом непријатељског искрцавања у Милну на Брачу, 21/22. октобра, НБ6 - Напредак и НБ5 – Иван допловили су до рта Ражањ, затим се НБ 6 – Напредак пробио у луку, али су се непријатељски бродови повукли у Сплит. Успостављањем IV поморског обалског сектора (ПОС), Штаб морнарице НОВЈ наредио је 31. октобра да се Ударна флотила расформира. Наоружани бродови НБ 5 - Иван, НБ 6 – Напредак и НБ 7 — Енаре ушли су у всастав флотиле наоружаних бродова IV ПОС.